# Bristol Palace
Dominantní dům Bristol Palace, původně hotel Bristol, později lázeňské sanatorium Bristol,  se nachází v lázeňské části Karlových Varů (okres Karlovy Vary) ve čtvrti Westend na nejvyšším bodě ulice Zámecký vrch. Byl postaven v letech 1890–1891 stavebníkem Emilem Tellerem.
Byl prohlášen kulturní památkou, památkově chráněn je od 3. května 1958, event. 15. dubna 1984, rejstř. č. ÚSKP 45979/4-4164.

## Historie
Dům si dal postavit Emil Teller za účelem provozování hotelu. Plány na stavbu vypracoval v roce 1889 Hans Schidlo, stavba byla realizována v letech 1890–1891. Stavitel není znám.
V roce 1891 byla u vstupního rizalitu zahradního průčelí instalována litinová veranda firmy Construktions-Bureau von R. Ph. Waagner, Eisen und Emailerwerk in Wien. Roku 1909 pracoval architekt Alfred Bayer na novém vstupu se secesní litinovou markýzou. V roce 1925 došlo k vestavbě nových koupelen a toalet a roku 1929 k přístavbě obytné mansardy v podkroví.
Bristol patřil v roce 1928 bratřím Tellerovým. Roku 1930 vlastnili hotel Teller Karl, Emil, Alfred, dr. Rudolf a Emil a Johann Hoffer. V roce 1939 byli jako spolumajitelé zapsáni Ernst, Alfred, Rudolf Tellerovi, Emil Mattoni, Johanna Knollová, Martha Knollová a Isabella Schrötterová.
Za druhé světové války, kdy v Karlových Varech byly všechny lázeňské domy a hotely vyhrazeny pro zraněné německé vojáky, sloužil i Bristol vojákům z jednotek SS. Po válce byla budova znárodněna a národním správcem byl určen Karel Heřmánek. Dům se pak stal státním sanatoriem pro nejvyšší československé i zahraniční funkcionáře. Součástí podniku Sanatorium Bristol byly budovy Bristol Palace, Orava a vila Sokol. Později sem byla od Československých státních lázní převzata ještě vila Křička.
V současnosti (únor 2021) je stavba evidována jako objekt občanské vybavenosti v majetku společnosti Bristol Group s. r. o. Kromě výše uvedených objektů spadají do společnosti Bristol Group i další stavby. Hotel Bristol v Sadové ulici na místě, kde kdysi stávala židovská synagoga; vybudovaly jej  Pozemní stavby v letech 1984–1987 s tehdejším názvem hotel Družba. V dalších letech byla v areálu Bristol Palace postavena budova s názvem Georgy House, která rozšířila možnosti ubytování lázeňských hostů. Též byl přistavěn krytý bazén. Stavbu realizovala společnost Chemobudowa Krakov podle projektu firmy Porticus Karlovy Vary.

## Popis

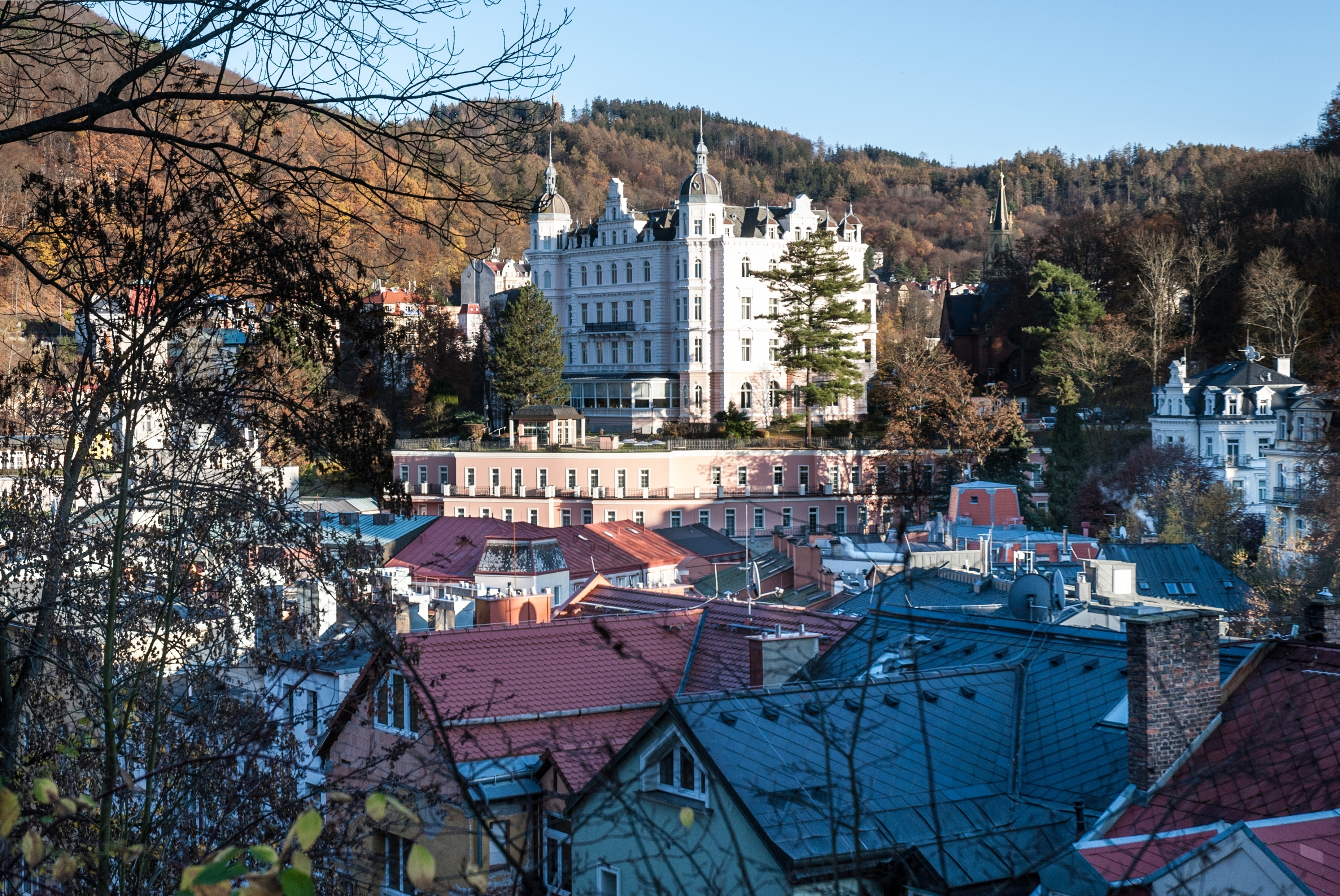
Pohled na Bristol Palace z ulice Krále Jiřího, listopad 2020

Monumentální dům ve stylu severské novorenesance se nachází ve čtvrti Westend na samém vrcholu Zámeckého vrchu. Čtyřpodlažní dům s podkrovím byl postaven na pravidelném, téměř čtvercovém půdorysu s vysazenými rizality a věžicemi na severozápadní straně.
Hlavní průčelí je šestiosé se širokým středním rizalitem ve výši všech tří pater. Nad středem rizalitu je dvoupatrový vikýř, jehož čelní spodní část je dělena polosloupky a tvořena třemi nepravými edikulami. Horní část je výrazně užší, po straně s volutami, završená trojúhelným frontonem. Po obou stranách štítu je věžovitý nástavec čtvercového půdorysu se dvěma okénky v čelní stěně a střechou zvonového tvaru. V přízemí asymetricky vystupuje v šíři tří okenních os veranda s balkonem s balustrádou. Dole je taktéž klasická balustráda. Nad vchodem je použit baldachýn krytý měděnkou. Okna jsou v přízemí zakončena půlkruhově v profilovaných ostěních, v patrech jsou v edikulách završených v prvém patře trojúhelnými štíty, ve druhém a třetím přímými nadokenními římsami. U oken ve čtvrtém podlaží je pouze archivolta s kladím. Nároží jsou výrazně skosená nahoře s věžovitým nástavcem stejného typu jako po stranách štítu, v prvém a druhém patře s lodžiemi vynášející balkon třetího patra. Valbové střechy jsou ukončeny ozdobným zábradlím.

## Zajímavost
V roce 1928 v hotelu Bristol jednal president republiky T. G. Masaryk s ministrem zahraničí Výmarské republiky a nositelem Nobelovy ceny za mír Gustavem Stressemannem.